# Yemge
Yemge est un village du Cameroun situé dans l’arrondissement (commune) de Zhoa, dans le département de Menchum et dans la Région du Nord-Ouest.

## Localisation
Yemge est situé à environ 68 km de Bamenda, le chef lieu de la région du Nord-Ouest et à 332 km de Yaoundé la capitale du Cameroun. 

## Population
Lors du recensement de 2005, on a dénombré 212 habitants, dont 95 hommes et 117 femmes.

## Éducation
Il y a une école à Yemge.

## Santé
Il y a un centre de santé à Yemge.